# Grażyna Rabsztynová
Grażyna Józefa Rabsztynová (* 20. září 1952, Vratislav) je bývalá polská atletka, jejíž specializací byly překážkové běhy. Je někdejší držitelkou světových rekordů.
Jako první překážkářka v historii se dostala pod 12,50. 10. června 1978 v německém Fürthu zaběhla 100 metrů s překážkami za 12,48. 13. června 1980 ve Varšavě vytvořila nový světový rekord, jehož hodnota byla 12,36. Rekord překonala o šest let později Bulharka Jordanka Donkovová, která 17. srpna 1986 v Kolíně nad Rýnem zaběhla 12,35. V týž den navíc vlastní rekord vylepšila na 12,29.
Třikrát reprezentovala na letních olympijských hrách, třikrát běžela ve finále. V Mnichově 1972 doběhla na posledním, osmém místě v čase 13,44. O čtyři roky později v Montrealu skončila pátá (12,96). Na pátém místě se umístila rovněž na olympiádě v Moskvě 1980, kde cílem proběhla v čase 12,74.

## Osobní rekordy
- 60 m př. (hala) – (7,84, 16. února 1980, Zabrze)
- 100 m př. (dráha) – (12,36, 13. června 1980, Varšava) – NR